# Jochim Wernecke
Jochim Wernecke, auch Jochim Wernke der Ältere (* um 1535; † Februar 1604 in Lübeck) war ein deutscher Kunsttischler und Bildschnitzer (Schniddeker).

## Leben
Wernecke lernte 1551 bei dem Lübecker Bildschnitzer Peter von Wesel. 1565 wurde er als Meister in das Schniddeker-Amt aufgenommen. Durch Heirat der Witwe seines Amtsvorgängers wurde er Kirchentischler der Lübecker Marienkirche, die bis zum Brand nach dem Luftangriff auf Lübeck 1942 die meisten seiner Werke enthielt, die über die Kirchenbücher auch gut dokumentiert waren. Als Ältermann des Amtes spielte er ab 1577 in seiner Zunft eine herausgehobene Rolle und in dieser Eigenschaft wurde er 1603 vom Rat der Stadt in einer Auseinandersetzung mit dem Bildschnitzer und Ratsbildhauer Tönnies Evers dem Jüngeren auch zur Zahlung einer Geldstrafe verurteilt.
Zu seinen künstlerischen Werken gehörten mehrere Epitaphien in der Marienkirche sowie in weiteren Lübecker Kirchen, das Bürgermeister-Gestühl (Senatstuhl für fünf Sitze) der Marienkirche (1574–1575), die Erweiterung des Lettners der Marienkirche zu einem Singechor (1588–1595), der Umbau von Treppe und Tür (1596) zur Kanzel der Marienkirche mit den Reliefs von Benedikt Dreyer, die sich seit 1699 in der Kirche von Zarrentin am Schaalsee befindet und etliche weitere Renaissanceausstattungen der Marienkirche, von denen nur einige Relikte vor 1942 seitens der Kirche ausgesondert und an das St.-Annen-Museum abgegeben wurden, so dass sie dort heute noch erhalten sind.
Seine Söhne Jochim II († 1641) und Matthias († vor 1620) wurden ebenfalls Bildschnitzer in Lübeck, wobei Jochim II die Werkstatt des Vaters und dessen Amt als Kirchentischler der Marienkirche übernahm und ebenfalls als Ältermann des Schniddeker-Amtes nachgewiesen ist. Zusammen mit Johannes Willinges fertigte er 1614 das Epitaph für Dietrich Möller in Reval, das in der Nikolaikirche ausgestellt ist.